# Russelia campechiana
Russelia campechiana là một loài thực vật có hoa trong họ Mã đề. Loài này được Standl. miêu tả khoa học đầu tiên năm 1924.